# Princess of China
Princess of China – utwór angielskiej rockowej grupy Coldplay oraz barbadoskiej piosenkarki pop Rihanny. Utwór został wydany 14 lutego 2012 roku przez wytwórnię Parlophone i Capitol Records jako czwarty singel zespołu z jego piątego albumu studyjnego zatytułowanego Mylo Xyloto. Tekst piosenki został stworzony przez członków zespołu i angielskiego kompozytora Briana Eno.

## Promocja
Coldplay razem z Rihanną po raz pierwszy zaśpiewali wspólnie „Princess of China” podczas rozdania nagród Grammy w Los Angeles.

## Notowania
| Lista (2011)                            | Najwyższa pozycja |
| --------------------------------------- | ----------------- |
| Belgia (Wallonia) (Ultratop 50 Singles) | 45                |
| Dania (Track Top-40)                    | 17                |
| Finlandia (Top 20 Singles)              | 14                |
| Francja (Top 200 Singles)               | 33                |
| Irlandia (Top 50 Singles)               | 22                |
| Holandia (Dutch Top 40)                 | 26                |
| Holandia (Single Top 100)               | 48                |
| Kanada (Billboard Canadian Hot 100)     | 17                |
| Norwegia (Top 20 Singles)               | 8                 |
| Hiszpania (Top 50 Singles)              | 39                |
| Wielka Brytania (Singles Top 100)       | 33                |
| Stany Zjednoczone (Hot 100)             | 20                |
| Stany Zjednoczone (Pop Songs)           | 29                |

## Certyfikaty i sprzedaż
| Kraj                  | Certyfikat      | Sprzedaż |
| --------------------- | --------------- | -------- |
| Australia (ARIA)      | platynowa płyta | 70 000+  |
| Dania (IFPI Danmark)  | złota płyta     | 15 000+  |
| Meksyk (AMPROFON)     | złota płyta     | 30 000+  |
| Nowa Zelandia (RMNZ)  | złota płyta     | 7 500+   |
| Wielka Brytania (BPI) | platynowa płyta | 600 000+ |
| Włochy (FIMI)         | platynowa płyta | 30 000+  |